# Chodkowo
Chodkowo (prononciation : [xɔtˈkɔvɔ]) est un village polonais de la gmina de Bodzanów dans le powiat de Płock de la voïvodie de Mazovie dans le centre-est de la Pologne.
Il se situe à environ 24 kilomètres à l'est de Płock (siège du powiat) et à 73 kilomètres au nord-ouest de Varsovie (capitale de la Pologne).

## Histoire
De 1975 à 1998, le village appartenait administrativement à la voïvodie de Płock.